# ピーター・セージ
ピーター・セージ（英: Peter Sage、1972年6月13日 - ）は、イギリスのレスター生まれの起業家、講演家。20社以上の企業を起こしたことで知られる。

## 人物
1972年にレスターの中流家庭で生まれた。16歳のときにパブリックスクールを中退し、起業家としてのスタートを切った。
「ワールド・ワイド・ヘルス」という1998年に設立したアンチエイジング会社は、立ち上げから数年で年間売上数億円を超え3万人のクライアントを抱えるまでに成長。2004年に売却した。
「エナジー・フィットネス・グループ」という2002年に共同設立した事業は、イギリスで最も速く成長しているトレーニングジムチェーンの1つとなり、多数の権威ある産業賞を受賞した。
現在は「スペース・エナジー」という事業に関わっており、宇宙空間で太陽エネルギーを発電し、地球に供給するプロジェクトを商業化することを目指している。これは環境保護と博愛的な恩恵を世界にもたらす壮大な試みである。

## 認定
起業家組合「アントレプレナーズ・オーガニゼーション」の活動的なメンバーであると同時に、築いた6つの会社が現在までに当組織に認定されている。それにより、数々の世界的な出版物で特集を組まれている。
また、終身会員である世界最大の社会起業家協会“XL”に2008年に「エクストラオーディナリー・ライフ・アワード」（驚くべき人生賞）でノミネートされた。
2004年に、ヨーロッパにおける最大の自己啓発組織である、ロンドンYESグループの議長も務め、最高位の表彰である「名誉終身会員」に認定された。これは当組織への重要な貢献をした人への賞であり、これまでわずか3人しかいない受賞者の1人である。
世界で著名なライフ・パイロット協会により、ナビゲーターの資格認定を受けた。最近では、アントレプレナー教育の分野で、世界のトップビジネススクールの1つである、INSEADの顧問委員会に招聘されたり、学生企業家協会の世界大使としてCEOに任命されたりと、活動の幅を広げている。

## 講演家
引く手あまたの国際的基調演説家、モチベーションのスペシャリスト、人間行動学の専門家として評判をよんでいる。
世界中で個人と法人の聴衆のどちらも楽しませ、インスピレーションを与えている。クライアントのリストには、ドイツ銀行、カナダ・ロイヤル銀行、フィットネス・ファースト（有名なスポーツジムの会社）、その他多数の会社が含まれている。
また、2005年と2006年にカナダプロスピーカー組合のプロメンバーの資格を与えられ、2009/2010年版の世界的なビジネス専門家たちのケンブリッジ名士録のリストに掲載。

## 心理学
約20年間、歴史上の素晴らしい成功者たちから絶えず学び、自己啓発とビジネスからの研究から得た学びを法人組織へもたらしてきた。
アンソニー・ロビンズ（ロビンズ・リサーチ・インターナショナル）の数少ないエリートとして、トレーナーに認定された。ヒューマン・ニーズ・サイコロジー（ロビンズ・マダネス協会）の専門家としても訓練を受けた。

## チャリティー
年に約1ヶ月間、自発的にボランティアとして世界中を旅をしており、最高に成功した人々からホームレス、薬物依存症者や自殺志望者のケースまで、あらゆる背景の人々に戦略的な介入をして、彼らの近くで一緒に働いている。
チャリティーとして世界中からのべ数千万円もの金額を集めた。
この中には、個人の寄付、活動的な基金調達者、また過激な耐久イベント、アンソニー・ロビンズ基金、セントポール病院基金、BC子供病院、貧しい子供が貧困から抜け出すための教育機関、サイの救済機関、身体障害者の生活の質・自己肯定感等の向上のための機関、その他多数の活動が含まれている。
クリスマスの時期に何千ものホームレスや恵まれない家族に、バスケットに詰まった食品を配る役割を務めたこともある。

## アスリート
肉体の面でも熟達したアスリートとしてかなりの時間を身体のコンディションに投資しており、栄養学の専門家でもある。
以前は競技レベルのボディービルダーであり、世界で最も過酷な競技として知られるサハラマラソン（第18回）やロンドンマラソンなど、いくつかのマラソンも完走している。
また、インドアボートでは熟達したブリティッシュ・チャンピオンシップレベルであり、オープン・ウォーター・ダイバーの資格者、経験に富んだスカイダイビング選手、そして悪名高いデンジャラス・スポーツ・クラブの長年のメンバーとしても知られている。 